# مركز تكنولوجيا المعلومات للعلوم
مركز تكنولوجيا المعلومات للعلوم المحدودة (المعروف أيضًا باسم مركز تكنولوجيا المعلومات الفنلندي للعلوم ، أصلاً CSC – Tieteen tietotekniikan keskus Oy ) تقدم الدعم في مجال تكنولوجيا المعلومات والنمذجة والحوسبة وخدمات المعلومات للأوساط الأكاديمية ومعاهد الأبحاث والشركات في فنلندا . وهي مملوكة للدولة الفنلندية ومؤسسات التعليم العالي الفنلندية، وتديرها وزارة التعليم والثقافة ، وتعمل على مبدأ غير ربحي. تقدم شركة مركز تكنولوجيا المعلومات للعلوم المحدودة خدمات الحوسبة والشبكات منذ عام 1971.
إن خوادم مركز تكنولوجيا المعلومات للعلوم المحدودة تنشئ بيئة مستخدم مشتركة. تتكون بيئة الخدمة من العديد من أجهزة الكمبيوتر العملاقة وخوادم قواعد البيانات وخوادم المعلومات التي ترتبط جميعها معًا باستخدام اتصال سريع لنقل البيانات في جهاز كمبيوتر عملاق واحد. تتوفر خوادم بيانات وأرشيف واسعة النطاق لحفظ النتائج.
كما تدير مركز تكنولوجيا المعلومات للعلوم المحدودة شبكة فونيت ، وهي شبكة البحث والتعليم الوطنية الفنلندية التي توفر وصولاً سريعًا إلى الإنترنت للجامعات والمؤسسات الأكاديمية الأخرى بالإضافة إلى بعض الوكالات الحكومية.

## أنظر أيضاً
- لومي

## روابط خارجية
- الموقع الرسمي